# NGC 7193
NGC 7193 ist ein Asterismus im Sternbild Pegasus. Er wurde am 13. Oktober 1825 von John Herschel entdeckt.